# Tuwinisches Becken
Koordinaten: 53° 42′ 0″ N, 91° 41′ 0″ O

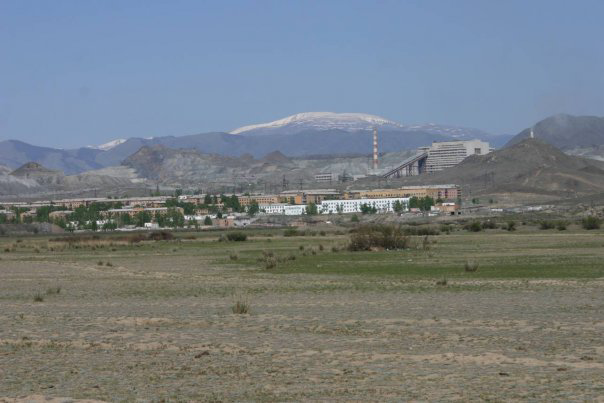
Tuwinisches Becken bei Ak-Dowurak

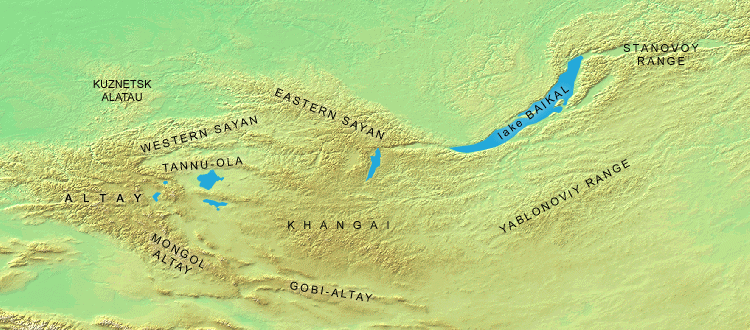
Tuwinisches Becken im linken zentralen Bildteil, zwischen Westsajan und Tannu-ola-Gebirge

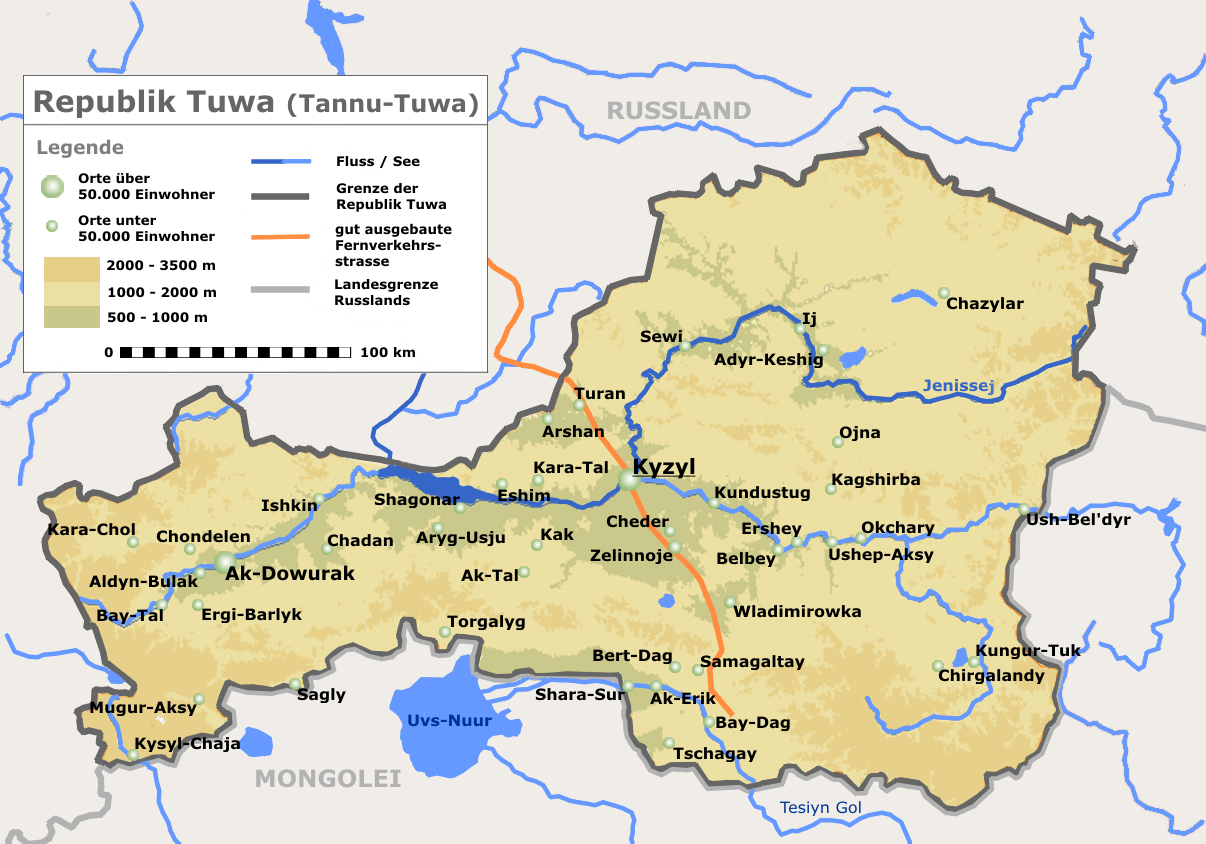
Karte der Republik Tuwa

Das Tuwinische Becken (russisch Туви́нская котлови́на) ist eine Beckenlandschaft im Süden von Sibirien. 
Das Tuwinische Becken bildet einen Großteil des Gebietes der russischen Republik Tuwa. Das Becken wird von den Bergketten der Südsibirischen Gebirge eingerahmt. Im Norden erstreckt sich der Westsajan, im Westen der Altai mit dem Schapschal-Kamm und im Süden liegen die Bergketten des Tannu-ola-Gebirges. Das Tuwinische Becken hat eine räumliche Ausdehnung in West-Ost-Richtung von 400 km sowie in Nord-Süd-Richtung zwischen 25 und 70 km. Die Höhe variiert zwischen 600 und 900 m. Das Becken besitzt das Relief einer von Hügeln durchsetzten Ebene, in Teilbereichen kommen Schwellen vor. Der Oberlauf des Jenissei (auch Ulug-Chem) sowie dessen linker Quellfluss, der Kleine Jenissei, durchfließen den östlichen Teil des Beckens. Der Jenissei durchbricht anschließend die Bergkette des Westsajan nach Norden. Der westliche Teil des Beckens wird von dessen linken Nebenfluss Chemtschik entwässert. Der niedrige Bergrücken Adar-Dasch trennt die beiden Teilbecken – das Chemtschik-Becken im Westen und das Ulug-Chem-Becken im Osten. Weidewirtschaft und Schafzucht sowie Getreideanbau (Weizen, Gerste und Rispenhirsen) wird betrieben. Im Tuwinischen Becken gelegene Städte sind Kysyl, Schagonar, Tschadan und Ak-Dowurak. Im Ulug-Chem-Becken gibt es Steinkohlevorkommen.